# Pseudochaeta brooksi
Pseudochaeta brooksi är en tvåvingeart som beskrevs av Curtis W. Sabrosky och Arnaud 1963. Pseudochaeta brooksi ingår i släktet Pseudochaeta och familjen parasitflugor. Inga underarter finns listade i Catalogue of Life.